# Neil Heywood
Neil Heywood (20 de octubre de 1970 - 14 de noviembre de 2011) fue un empresario británico que trabajaba en China. Se asoció con Bo Xilai, el exmiembro del Partido Comunista de China, secretario del Comité de Chongqing y miembro del Politburó chino. 

## Breve biografía

### Inicio
Nacido en 1970, Heywood asistió a la escuela pública Harrow entre 1984 y 1988. Se graduó en relaciones internacionales por la Universidad de Warwick.

### Vida en China
Neil Heywood vivió más de una década en China, y era un experto orador en chino. Se casó con Wang Lulu, de nacionalidad china y originaria de Dalian, con la cual tuvo dos hijos, Olivia y Peter, ambos asistían a la Dulwich College de Pekín. La familia vivía en una residencia privada, la cual destacaba por su arboleda, en un conjunto residencial de casas costosas, localizado en las afueras de Pekín. Heywood conducía un coche Jaguar S-type, el cual tenía adosada una pegatina de la bandera británica.
Heywood no era un gran bebedor, pero era un fumador empedernido. Su padre, Peter, murió de un ataque al corazón después de tomar varias bebidas durante la cena en su casa de Londres en 2004, a los 63 años, según reportaron los miembros de dicha familia.

### Carrera
Heywood sirvió como intermediario vinculando empresas occidentales a figuras poderosas en la estructura política de China. Dirigía una empresa llamada Heywood Boddington Associates, registrada en la casa de su madre en Londres. Anunciaba dicha compañía como "una consultora multidisciplinar centrada en servir a los intereses de las empresas del Reino Unido en la República Popular de China".

### Muerte y hechos posteriores
Heywood fue encontrado muerto en su habitación de hotel en Chongqing. Según los informes oficiales iniciales (que posteriormente han sido impugnados) atribuyen su muerte a una intoxicación por alcohol. Informes de prensa han sugerido que el exjefe de la policía bajo el mando de Bo, Wang Lijun, pudo haber tenido información sobre la muerte de Heywood. Wang huyó al consulado de Estados Unidos en Chengdu el 6 de febrero de 2012 y supuestamente le dijo a diplomáticos estadounidenses que Heywood había sido envenenado, y que la familia de Bo estaba involucrada en actos de corrupción. El incidente Wang Lijun precipitó el despido de alto perfil de Bo dos semanas más tarde. Según una nueva investigación por las autoridades chinas, la evidencia indica que Heywood fue asesinado, con Gu Kailai, la esposa de Bo Xilai, y Zhang Xiaojun, como "altamente sospechosos", según Xinhua News. El 26 de julio de 2012, Gu Kailai fue acusada del asesinato de Neil Heywood y en agosto sería condenada por este homicidio.